# Людвіг Вольфф (генерал піхоти)
Людвіг Вольфф (нім. Ludwig Wolff; 3 квітня 1893, Хемніц — 9 листопада 1968, Мангайм) — німецький воєначальник, генерал піхоти вермахту. Кавалер Лицарського хреста Залізного хреста.

## Біографія
Учасник Першої світової війни. Після демобілізації армії залишений в рейхсвері. З жовтня 1937 року — командир 1-го батальйону 10-го піхотного полку, з 1 лютого 1939 року — 192-го піхотного полку 56-ї піхотної дивізії. Учасник Польської і Французької кампаній, а також німецько-радянської війни. З 7 жовтня 1941 року — командир 22-ї піхотної дивізії. Відзначився під час облоги Севастополя. З 9 вересня 1942 року — інспектор навчальних закладів сухопутних військ. З 25 грудня 1943 по 10 серпня 1944 року — командир 33-го армійського корпусу. З січня 1945 року — інспектор угорських формувань Резервної армії. В квітні відправлений в резерв ОКГ. В травні взятий в полон американськими військами. В червні 1947 року звільнений.

## Звання
- Однорічний доброволець (1 квітня 1912)
- Лейтенант (12 листопада 1913; патент від 19 листопада 1911)
- Оберлейтенант (26 березня 1917)
- Гауптман (1 травня 1924)
- Майор (1934)
- Оберстлейтенант (1 серпня 1936)
- Оберст (1 лютого 1939)
- Генерал-майор (1 вересня 1941)
- Генерал-лейтенант (1 грудня 1942)
- Генерал піхоти (1 січня 1944)

## Нагороди
- Залізний хрест
  - 2-го класу (листопад 1914)
  - 1-го класу (28 червня 1917)
- Рятувальна медаль
- Військовий орден Святого Генріха, лицарський хрест (19 вересня 1916)
- Орден Заслуг (Саксонія), лицарський хрест 2-го класу з мечами
- Орден Альберта (Саксонія), лицарський хрест 2-го класу з мечами
- Почесний хрест ветерана війни з мечами
- Медаль «За вислугу років у Вермахті» 4-го, 3-го, 2-го і 1-го класу (25 років)
- Застібка до Залізного хреста
  - 2-го класу (13 травня 1940)
  - 1-го класу (18 травня 1940)
- Лицарський хрест Залізного хреста з дубовим листям
  - лицарський хрест (26 травня 1940)
  - дубове листя (№ 100; 22 червня 1942)
- Штурмовий піхотний знак в сріблі
- Нагрудний знак «За поранення» в золоті
- Німецький хрест в золоті (8 лютого 1942)
- Орден Михая Хороброго 3-го (8 травня 1942) і 2-го класу (Румунія)
- Медаль «За зимову кампанію на Сході 1941/42»
- Кримський щит